# LKH Graz II Standort West
Der Standort West des LKH Graz II ist ein Landeskrankenhaus in Graz in Österreich. Er ist Teil des Krankenhausverbunds LKH Graz II und wie das Universitätsklinikum Graz Teil der Steiermärkischen Krankenanstaltenges.m.b.H. (KAGes). Das Krankenhaus liegt direkt neben dem Unfallkrankenhaus Graz und deckt gemeinsam mit diesem die klinische Versorgung des Westens von Graz (rechtes Murufer) ab.

## Geschichte
Der Standort West des LKH Graz II wurde in den neunziger Jahren geplant und nach knapp vierjähriger Bauzeit am 2. Dezember 2002 in Betrieb genommen. Ziel war es unter anderem, das Universitätsklinikum Graz zu entlasten. Gemeinsam mit dem Unfallkrankenhaus Graz und dem Spital der Barmherzigen Brüder, welche beide innerhalb kurzer Distanz liegen, ist er in einem Spitalsverband eingegliedert, welcher medizinische Bereiche innerhalb des Verbands aufteilt.
2012–2013 plante die Landesrätin Kristina Edlinger-Ploder die Zusammenlegung des Spitals mit dem der Barmherzigen Brüder, wobei die Führung des neuen Hauses und die Mitarbeiter von der KAGes zum Orden wechseln sollten. Dies scheiterte am Widerstand der Mitarbeiter und der Bevölkerung.

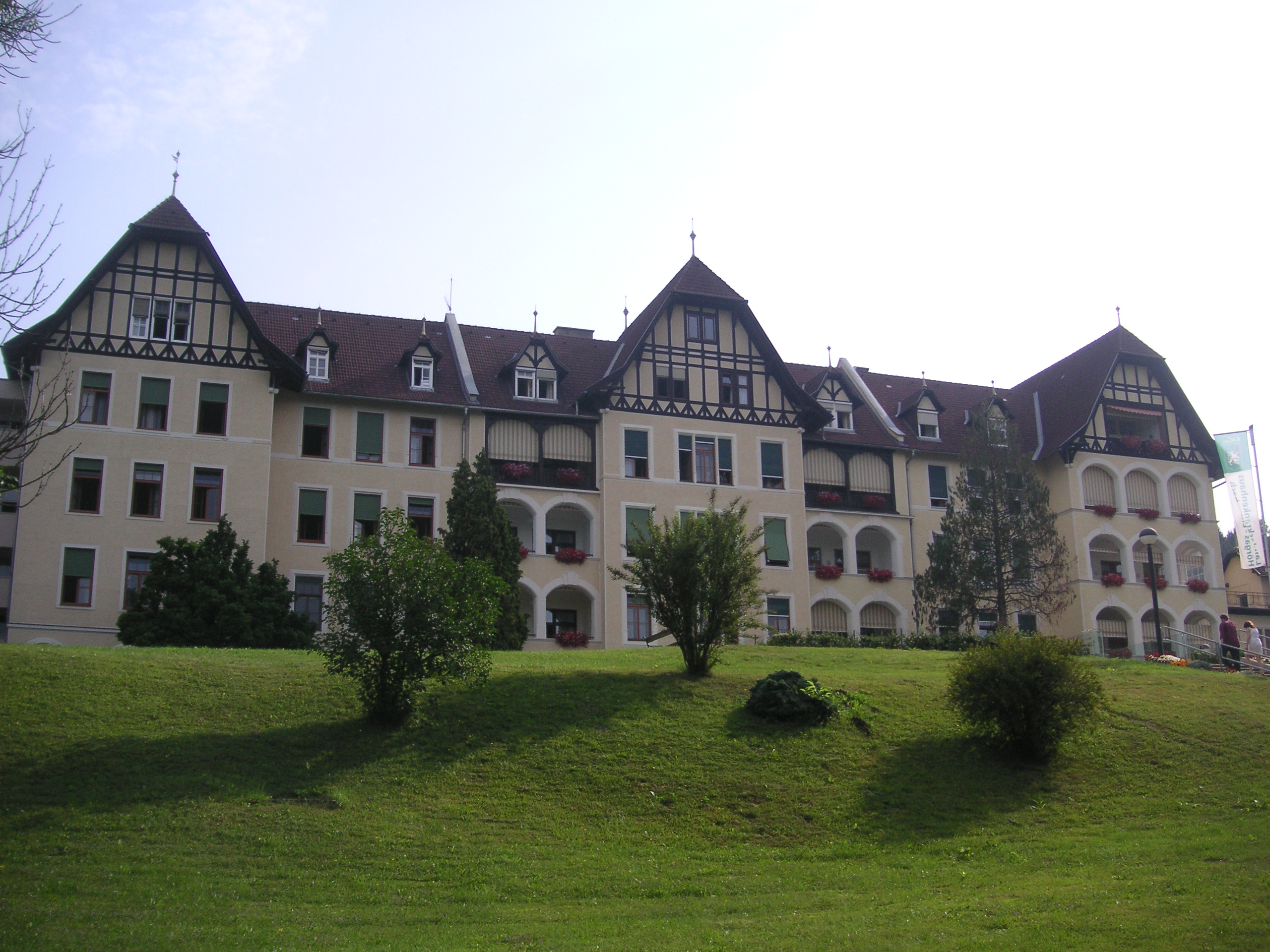
Das LKH Hörgas, heute ein Facharztzentrum

Das ehemals eigenständige Krankenhaus wurde von der Landesregierung im Jahr 2015 mit der damaligen Landesnervenklinik Sigmund Freud zum Krankenhausverbund „Landeskrankenhaus Graz Süd-West“ zusammengeführt mit dem Ziel, die Verwaltung zu verschlanken. Beide Standorte wurden wie vor der Verwaltungsänderung mit ihren jeweiligen Schwerpunkten und Spezialisierungen weitergeführt. Anfang 2019 wurden die Landeskrankenanstalten LKH Graz Süd-West und LKH Hörgas-Enzenbach zum LKH Graz II zusammengeschlossen.
Anfang Juli 2019 wurde das LKH Hörgas in das Facharztzentrum Hörgas umgewandelt. Im Zuge der Maßnahmen infolge der COVID-19-Pandemie in Österreich richtete man allerdings die stationäre Aufnahme von Patienten an diesem Standort für einige Zeit zunächst wieder ein, um an COVID erkrankte Patienten versorgen zu können. Nach dem Abklingen der pandemischen Lage wurde der Betrieb als rein ambulantes Facharztzentrum im April 2022 jedoch wiederaufgenommen.

## Struktur
Innerhalb des LKH Graz II gewährleistet der Standort West die medizinische Versorgung im Großraum Graz West. Der hierbei stattfindenden Zusammenarbeit und Koordination verschiedener Trägergesellschaften – neben der Steiermärkischen Krankenanstaltenges.m.b.H. mit den Ordenskongregationen der Barmherzigen Brüder und der Elisabethinnen auch die Allgemeine Unfallversicherungsanstalt (AUVA) – hat für Österreich Modellcharakter.

### Anästhesiologie und Intensivmedizin
Die intensivmedizinische Abteilung am Standort West des LKH Graz II hat eine Aufnahmekapazität von sieben Patienten in der stationären Versorgung. Insgesamt sind an dieser Abteilung 62 Mitarbeiter tätig, davon 21 Ärzte. Für das Jahr 2023 war eine bauliche Erweiterung der intensivmedizinischen Abteilung vorgesehen und bereits im Herbst 2022 wurden erste Erdarbeiten durchgeführt. Die Baumaßnahmen wurden jedoch Ende 2022 eingestellt. In der Notfallmedizin kooperiert der Standort West des LKH Graz II mit dem Unfallkrankenhaus Graz. Zwei Drittel der Leistungserbringung entfallen dabei auf die Abteilung Anästhesiologie und Intensivmedizin des LKH Graz II Standort West.

### Chirurgie
Die chirurgische Abteilung des Standort West bietet allgemein- und viszeralchirurgische Behandlungen und Diagnoseverfahren an. In der Onkologie liegt hierbei ein Schwerpunkt auf der Chirurgie des Dickdarm-, Mastdarm- und Magenkrebs. Für die Diagnostik und Therapie des Brustkrebs besteht eine Zertifizierung durch die Österreichische Zertifizierungskommission. Die chirurgische Abteilung des Standort West des LKH Graz II verfügt über 58 Betten. Das pflegerische und ärztliche Team wird interprofessionell durch Diätologen, Physiotherapeuten, Psychologen und Sozialarbeiter unterstützt. Der Standort West im brachte Sommer 2021 erstmals einen „Desinfektionsroboter“ in der chirurgischen Abteilung zum Einsatz. Das Gerät ist in der Lage, Behandlungsräume und Patientenzimmer selbständig zu desinfizieren. Das LKH Graz II war das erste Krankenhaus in Österreich, dass diese technische Neuerung einsetzte.

### Innere Medizin
Der Standort West des LKH Graz II verfügt über drei Abteilungen der Inneren Medizin: das Department für Gastroenterologie, Infektiologie und Pneumologie, das Department für Kardiologie und Intensivmedizin sowie das Department für allgemeine Innere Medizin mit Notfallaufnahme. Damit ist die Abteilung für Innere Medizin des Standorts West des LKH Graz II die größte medizinische Abteilung der Steiermark.

### Pathologie
Das pathologische Institut des Standort West ist auf Klinische Pathologie und Molekularpathologie spezialisiert. Besondere Schwerpunkte liegen zudem auf der gynäkologischen Pathologie und der Mammapathologie. Institutsleiter ist Sigurd Lax. Neben den Abteilungen des Standort West nehmen auch das Krankenhaus der Barmherzigen Brüder, das Krankenhaus der Elisabethinen die Grazer Universitätsklinik Leistungen des pathologischen Institutes in Anspruch. Während der COVID-19-Pandemie wurden am pathologischen Institut des Standort West des LKH Graz II die meisten Obduktionen an verstorbenen COVID-Patienten durchgeführt. Es war zudem eines der ersten Zentren europaweit, das zu den entsprechenden Ergebnissen eine Studie in einem Fachjournal veröffentlicht hat.

### Bettenanzahl
Der Standort West des Landeskrankenhaus Graz II verfügt über 256 Betten. Zum Gebäudekomplex gehört eine gebührenpflichtige Tiefgarage.

## Facharztzentrum
Im angeschlossenen Facharztzentrum Hörgas ist die Patientenversorgung speziell auf die Behandlung älterer Menschen ausgerichtet.  Neben allgemeinen internistischen Behandlungen gibt es eine Ambulanz für die Versorgung chronischer Wunden von Patienten mit diabetischem Fußulcus. Zudem hat das Facharztzentrum Schwerpunkte auf Gastroenterologie und Diabetologie. Für Befunde der medizinischen Labordiagnostik kooperiert das Facharztzentrum mit dem Labor des Standort Süd des LKH Graz II.